# Anh đào dại
Anh đào dại hay anh đào chim, tên khoa học Prunus avium, là loài thực vật có hoa trong chi Prunus, họ Hoa hồng. Loài này được Carl von Linné mô tả khoa học đầu tiên năm 1755. Chữ Avium bắt nguồn từ tiếng Latin Avis, có nghĩa là chim, ý chỉ trái anh đào mà chim thích ăn. Từ loại Anh đào dại (Prunus avium subsp. avium) được trồng trọt thành anh đào ngọt (Prunus avium subsp. duracina), có trái lớn hơn và ngọt hơn.

## Lợi ích kinh tế
Ở Đức, anh đào ngọt về diện tích được trồng nhiều thứ nhì trong những cây ăn trái sau táo (2009: 5.440 mẫu). Tuy nhiên thu lương thì ít hơn các loại cây ăn trái khác (trung bình 2005–2009: 5,8 t/mẫu), cho nên số lượng hái được chỉ đứng hàng thứ 4 sau lê và mận châu Âu (trung bình 2005–2009: 31.700 t).

Gỗ của cây anh đào được dùng để làm bàn ghế. Nó không đóng vai trò quan trọng trong việc sử dụng để sưởi ấm.

## Hình ảnh

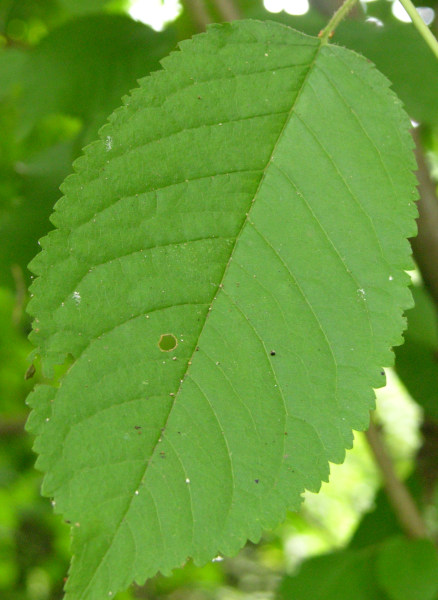
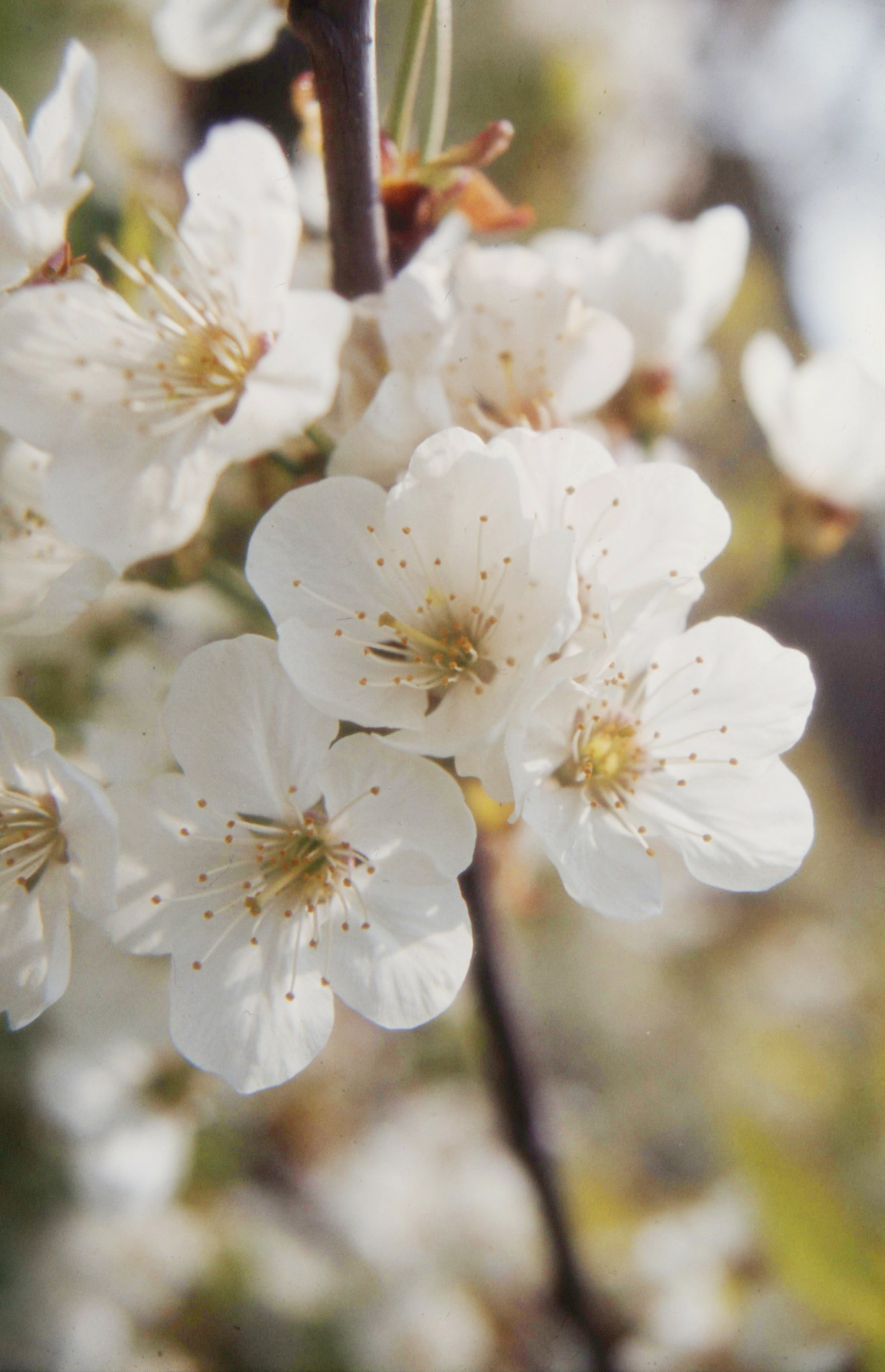
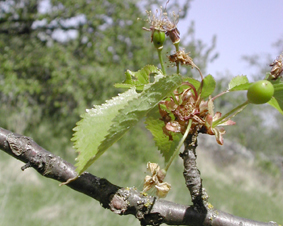
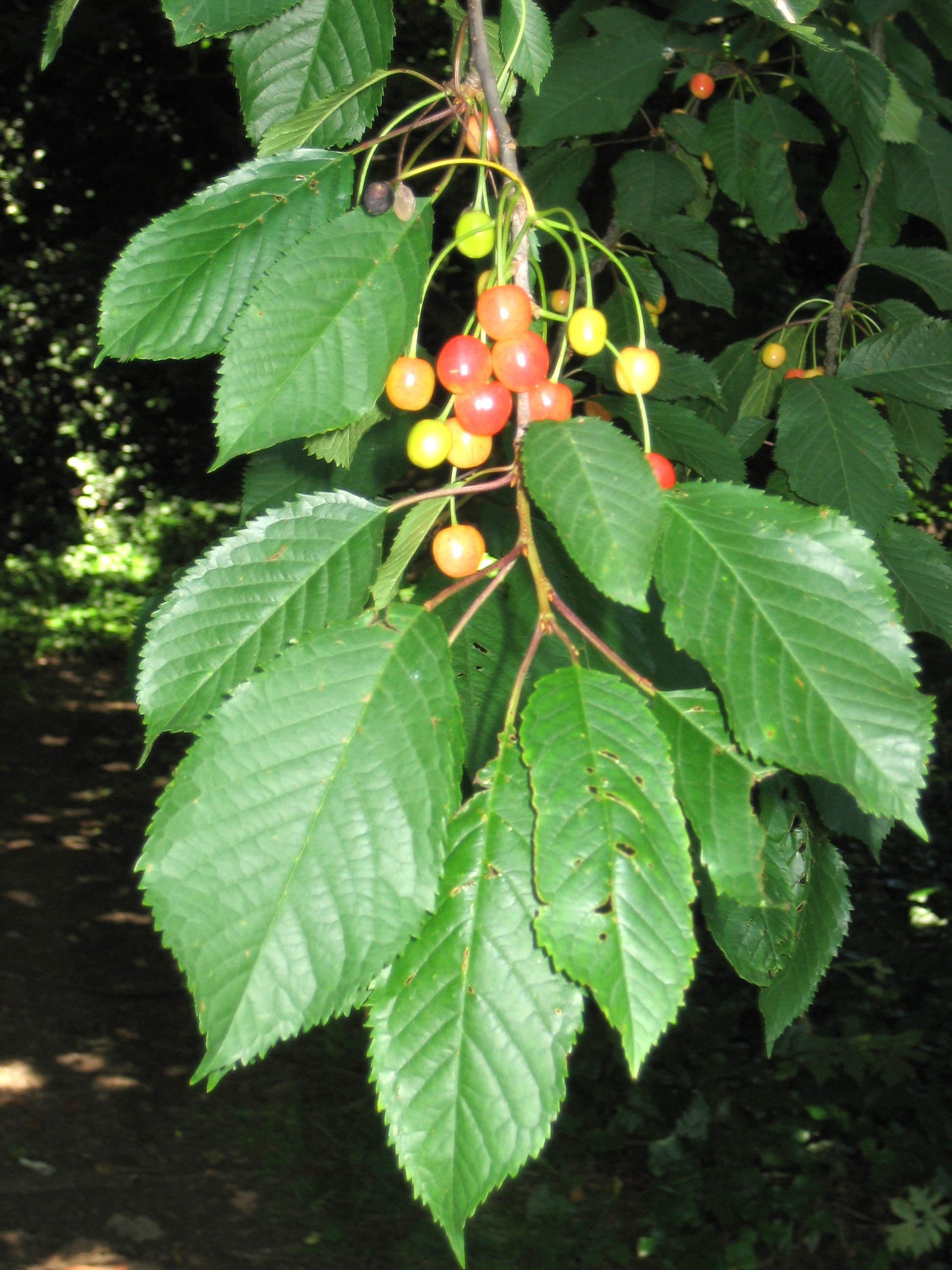
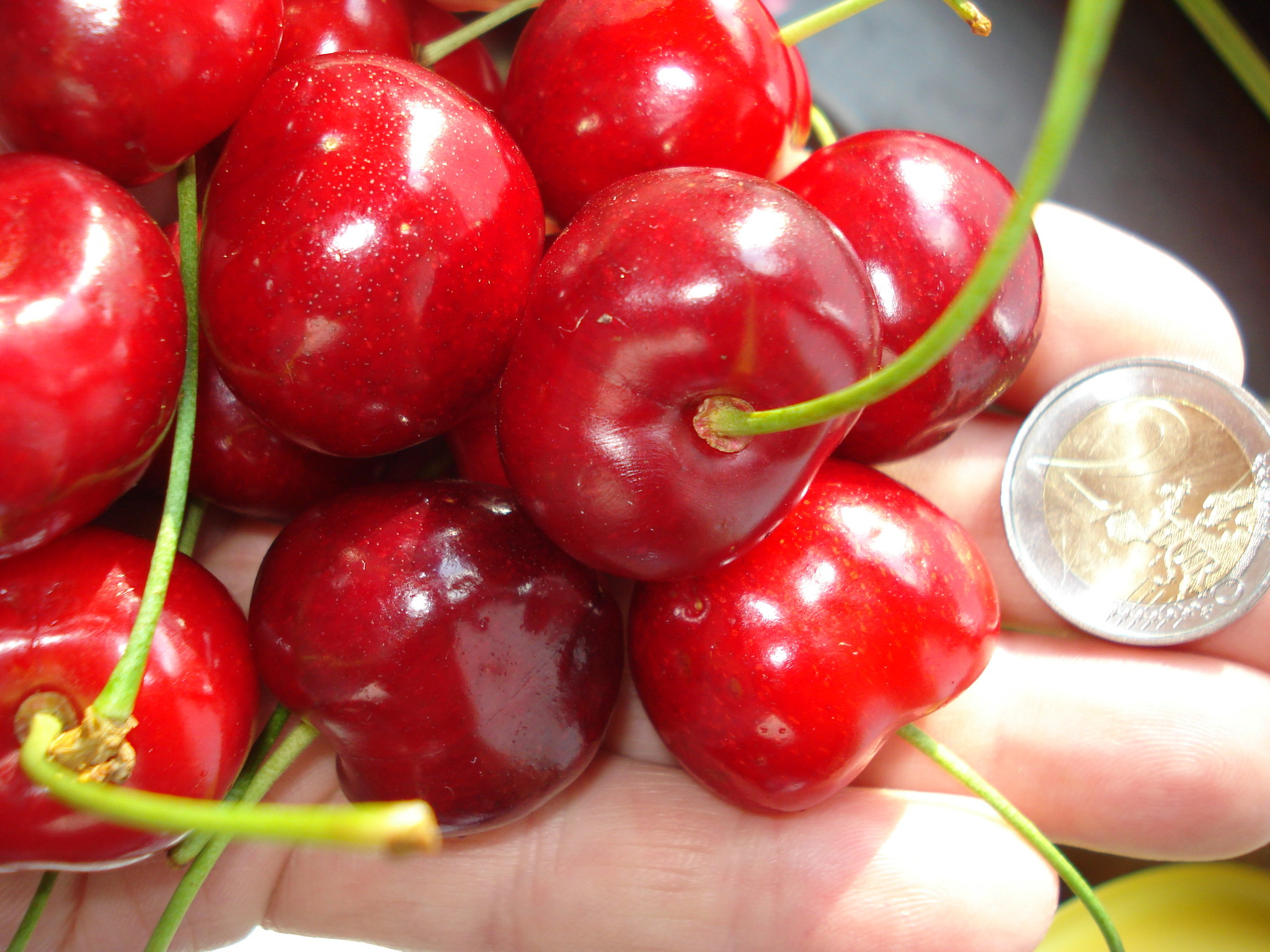
Vài trái anh đào ngọt loại Große Germersdorfer
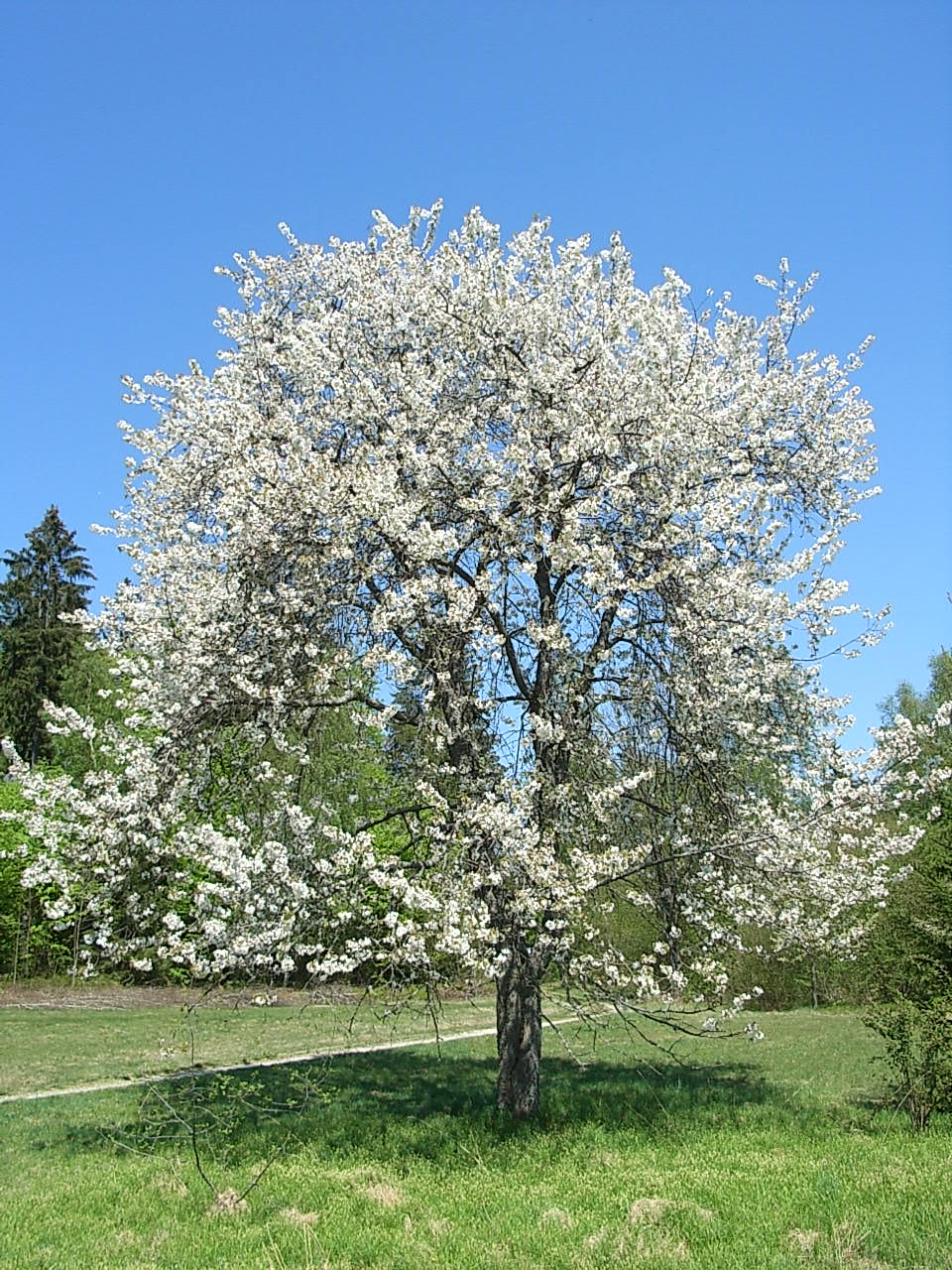
Cây anh đào ngọt nở hoa
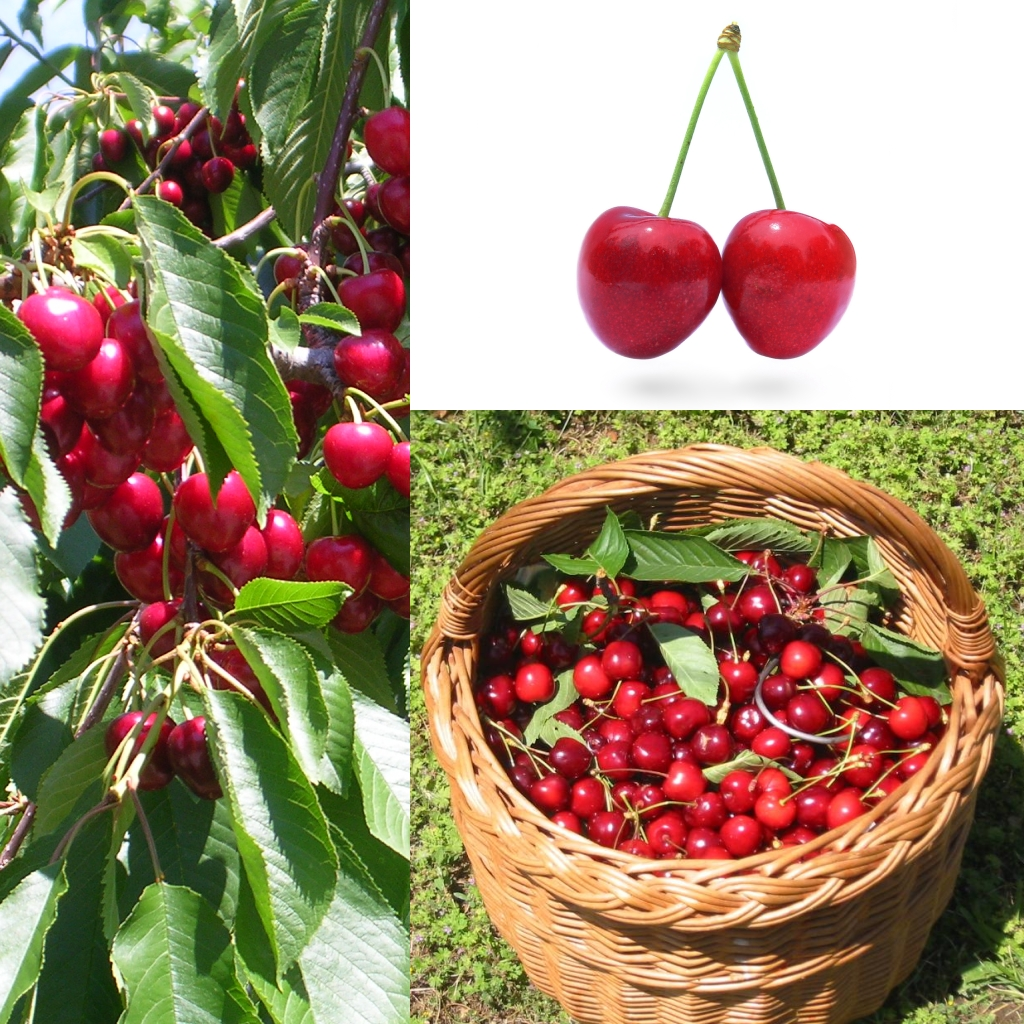
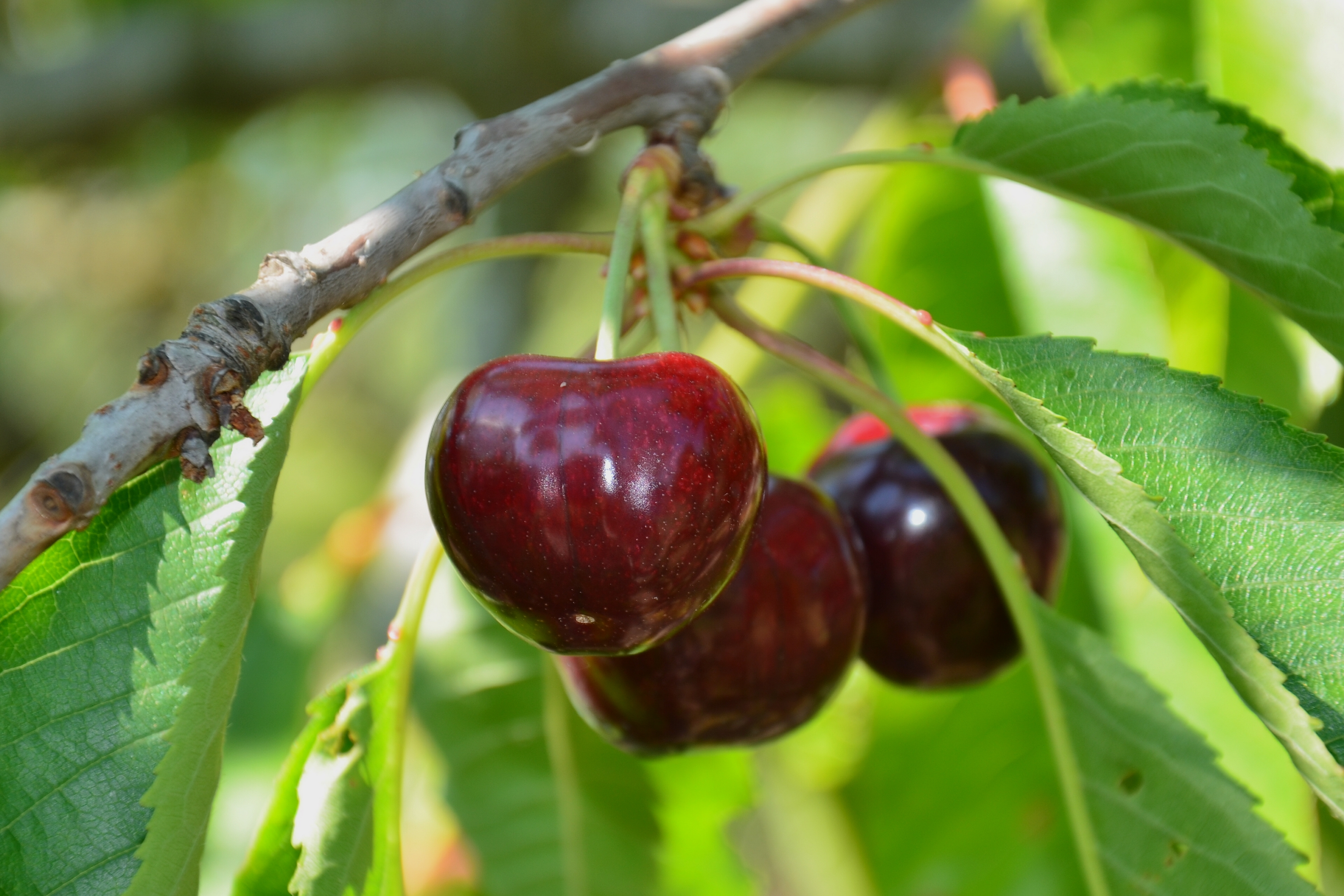
Anh đào dại kết trái tháng 7